# タンゴディスカバリー
タンゴディスカバリー (Tango Discovery) は、北近畿タンゴ鉄道 (KTR) および西日本旅客鉄道（JR西日本）が京都駅 - 東舞鶴駅・豊岡駅・宮津駅間を山陰本線・舞鶴線・北近畿タンゴ鉄道宮福線・北近畿タンゴ鉄道宮津線経由で、および西舞鶴駅・宮津駅 - 豊岡駅間を北近畿タンゴ鉄道宮津線経由で運行していた特別急行列車である。

## 概要
北近畿ビッグXネットワークを形成する列車の一つで、主に京都から日本三景の一つである天橋立がある宮津市・京丹後市などの京都府北部を結んでいた。
1996年3月16日に山陰本線園部駅 - 綾部駅間、北近畿タンゴ鉄道宮福線全線、北近畿タンゴ鉄道宮津線宮津駅 - 天橋立駅間の電化に伴うダイヤ改正により、新大阪駅 - 久美浜駅間を運転する列車として運転を開始したが、1999年10月2日に舞鶴線が電化したことにより、京都駅発着として運転していた「タンゴエクスプローラー」と車両および運行系統を入れ替えて、京都駅発着の特急として運転されていた。
2011年3月12日のダイヤ改正で「まいづる」・「はしだて」に編入される形で廃止された。
列車名は、丹後半島の観光活性化に願いを込めて、再発見を意味する英語 (Discovery) を組み合わせたものである。

## 運行概況
2010年3月13日時点で、京都駅まで直通する系統と北近畿タンゴ鉄道宮津線内で完結する系統が2往復ずつ運行されていた。

### 運転系統別

#### 京都直通列車
東舞鶴駅 - 京都駅間の列車と豊岡駅・宮津駅 - 京都駅間を運転する特急列車で、綾部駅で増解結を行う多層建て列車として1号 - 4号が運行されていた。1号と2号の久美浜駅 - 豊岡駅間は快速列車で運転されていた。東舞鶴駅発着の列車は綾部駅で、豊岡駅の発着列車は宮津駅でスイッチバックを行うため、進行方向が変わっていた。
列車番号は、東舞鶴駅  - 京都駅間は号数+3000D、豊岡駅・宮津駅 - 京都駅間は号数+3010Dで、1号と2号の快速区間は号数+610Dであった。

#### KTR線内列車
宮津駅 - 豊岡駅間の特急として61号と64号が、西舞鶴駅 - 豊岡駅間の特急として67号と66号が運転されており、このうち67号と66号の西舞鶴駅 - 天橋立駅間は普通列車として運行された（66号の普通区間には「タンゴ浪漫」2号の名前があった）。64号を除き、宮津駅・天橋立駅で京都駅発着の特急「はしだて」と接続しており、「タンゴディスカバリー」の号数は接続する「はしだて」の号数に60を加えた番号であった。ただし、天橋立駅から「タンゴディスカバリー」67号となる列車は、「はしだて」7号が宮津駅で進行方向を変えるため7分停車する間に先に発車するため、天橋立駅での乗り換えは出来なかった。なお、かつては新大阪駅発着の「文殊」と接続する列車もあり、号数は「文殊」の号数に70を加えた番号であった。
列車番号は、特急区間が号数にD、普通区間が号数+600Dであった。
運転開始当初は、天橋立駅 - 豊岡駅・久美浜駅・網野駅間で下り3本・上り5本を、綾部駅 - 天橋立駅間に下り2本・上り1本の運転を行い、前者は天橋立駅で京都駅発着の特急「はしだて」、または新大阪駅発着の特急「文殊」と、後者は舞鶴線内は快速列車とし、綾部駅では京都駅発着の特急に接続していた。
天橋立駅に京都駅・新大阪駅からの電車特急が直通するようになり、従来気動車で運行されていた特急「あさしお」・急行「丹後」はすべて廃止された。宮津線内完結の「タンゴディスカバリー」は「あさしお」「丹後」の運行区間のうち、非電化区間に関して残置という形で誕生した列車といえる。「あさしお」「丹後」は舞鶴線にも乗り入れていたが、この時点では未電化だった舞鶴線には代替の優等列車は設定されず、京都駅と舞鶴線を直通する列車は当時京都駅発着だった「タンゴエクスプローラー」のみとなった。綾部駅発着の「タンゴディスカバリー」はその救済の意味合いが強かったが、「タンゴディスカバリー」「タンゴエクスプローラー」とも舞鶴線内は西舞鶴駅までの運行で、舞鶴市の中心駅である東舞鶴駅には綾部駅接続の列車を含めて京都駅からの優等列車は乗り入れなくなった。ただし舞鶴線電化までは綾部駅 - 東舞鶴駅間に新設されたばかりの快速「舞鶴リレー号」がその救済役を担った。
1999年10月に舞鶴線が電化されたことによって「タンゴエクスプローラー」と「タンゴディスカバリー」を運行区間を入れ替えた上で、京都駅　- 東舞鶴駅・久美浜駅・豊岡駅・城崎駅（現在の城崎温泉駅）間2往復と、天橋立駅 - 久美浜駅・豊岡駅・城崎駅間（下り2本・上り3本）とした。前者は、西舞鶴駅で東舞鶴駅発着列車と宮津線乗り入れ列車と増解結を行っていた。宮津線乗り入れの列車は、1号は城崎行き（久美浜駅からは快速列車）、2号は久美浜発、4号は豊岡始発としていた。3号は全編成東舞鶴駅行きのため、北近畿タンゴ鉄道線内には乗り入れなかった。また、宮津線乗り入れ列車は綾部駅と西舞鶴駅で進行方向を変えていたが、1号はさらに豊岡駅でも進行方向を変えており、途中で3回進行方向を変える珍しい列車であった。後者は、山陰本線内は快速列車として運転し、天橋立駅での接続は「はしだて」のみ（2008年から2009年に一時「文殊」との接続が復活）となっていた。豊岡駅 - 城崎温泉駅間の運行は2008年3月に終了した。

#### 大阪直通運転時
新大阪駅 - 久美浜駅間で東海道本線・福知山線・KTR宮福線・KTR宮津線経由で1往復が運転されていたが、東海道本線・福知山線内は183系電車によるエル特急「北近畿」の後部に併結し、福知山駅で連結・切り離し作業を行っていた。併結運転時はニュートラル状態となっていた。

### 停車駅
併結運転区間
京都駅 - 二条駅 - 亀岡駅 - 園部駅 - 綾部駅

東舞鶴駅発着列車の単独運転区間
綾部駅 - 西舞鶴駅 - 東舞鶴駅

豊岡駅・宮津駅発着列車の単独運転区間（快速区間も停車駅は同様）
綾部駅 - 福知山駅 - 大江駅 - 宮津駅 - 天橋立駅 - 野田川駅 - 丹後大宮駅 - 峰山駅 - 網野駅 - 木津温泉駅 - （丹後神野駅） - 久美浜駅 - 豊岡駅
- （ ）内の駅は一部列車が臨時停車。
- 宮津線内完結列車は宮津駅・天橋立駅 - 豊岡駅間の特急区間は上記の駅に停車し、普通列車区間は西舞鶴駅 - 天橋立駅間の各駅に停車した。

### 使用車両・編成
全列車が北近畿タンゴ鉄道に所属するKTR8000形気動車で運行されており、グリーン車は連結されていなかった。なお、普通・快速として運行する区間は全車自由席で運転されていた。KTR 線内完結列車は1・2号車のみの2両編成で、京都駅直通列車は1・2号・5・6号車の4両で運転されていたが、繁忙期には2号車と5号車の間に3・4号車が増結された。
多客期や車両検査などで使用車両の変更もあり、「タンゴエクスプローラー」にJR西日本の183系電車と KTR8000形が使用され、「タンゴディスカバリー」にKTR001形を使用することもあった。この場合は「タンゴディスカバリー」との連続運用である「タンゴ浪漫」号や、普通・快速列車も使用車両が変更された。

## 沿革
- 1996年（平成8年）3月16日：山陰本線園部駅 - 綾部駅間、KTR宮福線全線、KTR宮津線の宮津駅 - 天橋立駅間の電化によるダイヤ改正のため、以下のような運行体系で、特急「タンゴディスカバリー」が運転開始[2]。
  1. 新大阪駅 - 久美浜駅間（新大阪駅 - 福知山駅間は「北近畿」と併結）…1往復
  2. 天橋立駅 - 豊岡駅・久美浜駅・網野駅間 …下り3本・上り5本
  3. 綾部駅 - 天橋立駅間（舞鶴線内は快速列車）…2往復
- 1997年（平成9年）3月8日：宮津線完結列車が下り4本・上り3本、綾部駅発着列車を下り2本・上り3本に変更。
- 1999年（平成11年）10月2日：舞鶴線電化に伴い、「タンゴディスカバリー」と「タンゴエクスプローラー」の運転区間を入れ換え、以下のように変更。
  1. 京都駅　- 東舞鶴駅・久美浜駅・豊岡駅・城崎駅（現在の城崎温泉駅）間 …2往復
  2. 天橋立駅 - 久美浜駅・豊岡駅・城崎駅間（山陰本線内は快速列車）…下り2本・上り3本
- 2005年（平成17年）6月19日：「タンゴディスカバリー」のうち天橋立駅発着列車が「タンゴエクスプローラー」用の KTR001形気動車での運転になる。
  - JR福知山線脱線事故を受けて福知山線に ATS-P が設置されたが、KTR001 形は当時 ATS-P を搭載していなかったため福知山線内で走行できなくなり、当初から ATS-P に対応していた KTR8000 形を「タンゴエクスプローラー」に充当することにしたための措置である。なお、この運用交換は KTR001形が ATS-P を搭載した2007年3月に終了した。
- 2007年（平成19年）3月18日：ダイヤ改正により、久美浜駅 → 天橋立駅間の1本が削減される。「タンゴディスカバリー」は4往復になる。
- 2008年（平成20年）3月15日：ダイヤ改正により、以下のように変更。
  1. 舞鶴線・宮津線経由の列車が宮福線経由に変更され、東舞鶴駅発着列車との増解結が綾部駅に変更。これにより全編成東舞鶴行きだった3号は、福知山行きが併結される。
  2. 豊岡駅 - 城崎温泉駅間の運転が廃止。
- 2010年（平成22年）3月13日：「タンゴディスカバリー」3号の福知山行きが宮津行きに変更（宮津行きだった「タンゴエクスプローラー」3号と行き先を入れ替え）。
- 2011年（平成23年）3月11日：ダイヤ改正により愛称廃止[3]。「はしだて」・「まいづる」に編入。